# Джейкоб Марінський
Джейкоб Акіба Марінський (англ. Jacob Akiba Marinsky; 11 квітня 1918, Баффало — 1 вересня 2005, Баффало) — американський хімік, співвідкривач елементу прометію.

## Біографія
У віці 16 років вступив у Університет штату Нью-Йорк у Баффало та отримав ступінь бакалавра у 1939 році. Під час Другої світової війни працював над Мангеттенським проектом, та хіміком у Лабораторіях Клінтона з 1944 по 1946 роки. У 1945 році Д. Марінський разом із Л. Гленденіном та Ч. Д. Коріеллом ізолювали новий рідкісноземельний елемент за № 61. Новий елемент екстраговано за допомогою іонообмінної хроматографії із продуктів ядерного синтезу, що утворюються при бомбардуванні неодиму нейтронами. За пропозицією дружини Коріелла новий елемент названо прометієм, за іменем міфологічного титана Прометея. Після закінчення війни публікацію про отримання нового елемента дозволили у вересні 1947 року. У 1949 році захистив дисертацію у Массачусетському технологічному інституті. З 1957 працював в Університеті Баффало. У 60-х роках ХХ ст. Д. Марінський працював деякий час за Програмою Фулбрайта у Науково-дослідному інституті імені Вейцмана.